# Miss Món

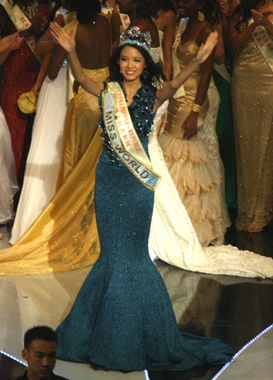
La guanyadora de Miss Món de 2007, Zhang Zilin, de la Xina

Miss Món (senyoreta Món) és el concurs de bellesa més antic que encara se celebra. Va ser creat per Eric Morley en 1951 al Regne Unit i des de llavors, oficialment, la guanyadora viu a Londres durant l'any del seu regnat. Es tracta d'un concurs anual i internacional al qual hi pot haver una sola concursant, i no més, per a cada Estat que es pot presentar. En aquest aspecte coincideix amb els concursos rivals Miss Univers.
Eric Morley va presidir l'Organització Miss Món fins a la seva mort, l'any 2000, i des d'aleshores ho fa la seva dona, Julia Morley. També presideix el concurs equivalent en versió masculina, Míster Món (senyor Món). L'Organització Miss Món és avui franquícia a més de països de tot el món. Sembla que aquest concurs és molt més popular a Àfrica i Àsia del que ho és a Europa, tant com Miss Univers ho és a Amèrica.
Entre els requisits invariables per a concursar a Miss Món hi ha ser dona de naixement, no haver estat mai casada ni haver estat mai embarassada i tenir la nacionalitat del país pel qual concursa. També hi ha d'altres que de vegades varien, com per exemple, l'edat de les concursants, que en teoria ha de ser d'entre disset i vint-i-quatre anys però molt sovint s'han acceptat certes excepcions; o per exemple és tradició que sigui la guanyadora del país (Miss Espanya, Miss Irlanda del Nord, Miss Portugal, etc.) però si aquesta no compleix algun altre requisit és habitual recórrer a una dama d'honor o fins i tot s'han admès algunes vegades candidates designades a dit per l'organització del seu país.